# 宇部线
宇部线（日语：／ Ube sen */?）是一條連結山口縣山口市的新山口站至山口縣宇部市的宇部站，屬於西日本旅客鐵道（JR西日本）的鐵路線（幹線）。

## 概要
宇部线的线路沿濑户内海西南端的周防滩敷设并贯穿宇部市的中心区域。宇部线线路中宇部市的宇部站以及山口市南部的新山口站因为与山阳本线交汇而成为旅客中心站点。山阳本线与宇部线于宇部站东侧的新山口站交汇，而西侧则延伸至宇部向西的厚狭站（山口县山阳小野田市）和下关站（山口县下关市）。

宇部线曾经以运输煤等的运输线路而兴盛，拥有众多向沿线工厂方向的支线。其最主要的运输作业为宇部兴产向中央玻璃株式会社提供的石灰岩运输。该运输职能于2009年10月18日起废止，转为由宇部兴产专用道路的卡车运输替代。
全線由廣島支社的山口地域鐵道部管轄。

### 路線資料
- 管轄（事業類別）：西日本旅客鐵道（第一種鐵道事業者）
- 路線距離（營業距離）：33.2公里
- 軌距：1067毫米
- 站數：18個（包括起終點站）
  - 若只限屬於宇部線的車站，排除屬於山陽本線的新山口站、宇部站[2]則為16個。
- 複線路段：沒有（全線單線）
- 電氣化路段：全線（直流1500V）
- 閉塞方式：自動閉塞式（特殊）
- 最高速度：85公里/小時
- 運轉指令所（日语：運転指令所）：廣島綜合指令所厚狹派出
- 平均通過人員（日语：輸送密度）[3]
  - 1987年：5,568人/日
  - 2016年：2,525人/日

## 运营状况

### 普通列车
由于车辆的一人控制化，在新山口站至宇部站间以及宇部岬站及宇部新川站至宇部站区间（周一至周六车辆往返至宇部岬站）的路段，每1小时有1班车运行。同时，部分自宇部站出发的列车与山阳本线交汇并行驶至山阳本线的厚狭站及下关站（全程由列车长管理）。此外，小野田线的全部列车都会经过居能站至宇部新川站路段。

### 快速列车
自2015年之后，不再有快速列车行驶于宇部线路段。以下为曾经于宇部线路段运营的快速列车：
快速列车「龙王」
小野田站至小郡站（现在的新山口站）之间的经过小野田线及宇部线运行的快速列车，于1959年2月15日开始运营，1961年4月30日结束运营。

快速列车「常磐(ときわ)」
宇部新川站至小郡站（现在的新山口站）之间运行的快速列车，于1959年2月15日开始运营，1965年9月30日结束运营。

无名快速列车
从1975年3月开始，于小郡站（现在的新山口站）至宇部站之间的经过宇部线运行的快速列车。部分列车直通至鹿儿岛本线的南福冈站并作为鹿儿岛本线的快速列车存在。

快速列车「云母号(きらら号)」
为运输山口21世纪未来博览会的观光客而设立的于小郡站（现在的新山口站）至阿知须站之间的国铁117系电车运行的临时快速列车，于2001年7月14日开始运营，同年9月30日结束运营。

快速「希望传递号(のぞみリレー号)」
2003年10月1日开始作为山阳新干线的希望号列车接驳的快速列车。主线由新山口站至宇部新川站之间运行。最初在新山口站至宇部新川站之间在阿知须站和床波站停车，2008年3月15日的改正后改为在宇部岬站，東新川和琴芝停车。于2009年3月14日改正废除，并由每日下行2班，上行3班变更为下行2班，上行1班的普通列车。

### 货运列车
宇部线的货运列车运营是宇部站至宇部岬站之间，连接美祢线的重安站与宇部岬站路段的专用货物列车，每日2班往返。（星期三1班往返，在厚狭站分离编组至的列车班次美祢线的车辆每日一班）货运车辆车头为国铁DE10系柴油机车，货车为国铁9500型漏斗货车（车籍为太平洋水泥株式会社）。2009年10月18日，宇部线全部货运列车停止运营。

## 車站列表
- 所有列車都是普通列車（停靠所有的旅客站）
- 軌道（全線單線） … ◇、∨、∧：可進行列車交會，｜：不可列車交會
- 所有車站都位於山口縣內

| 中文站名   | 日文站名 | 英文站名 | 站間營業距離 | 累計營業距離 | 接續路線                                      | 軌道 | 所在地 |
| ---------- | -------- | -------- | ------------ | ------------ | --------------------------------------------- | ---- | ------ |
| 新山口     |          |          | -            | 0.0          | 西日本旅客鐵道： 山陽新幹線、山陽本線、山口線 | ∨    | 山口市 |
| 上嘉川     |          |          | 2.8          | 2.8          |                                               | ｜   | 山口市 |
| 深溝       |          |          | 3.1          | 5.9          |                                               | ◇    | 山口市 |
| 周防佐山   |          |          | 1.6          | 7.5          |                                               | ｜   | 山口市 |
| 岩倉       |          |          | 1.3          | 8.8          |                                               | ｜   | 山口市 |
| 阿知須     |          |          | 1.4          | 10.2         |                                               | ◇    | 山口市 |
| 岐波       |          |          | 2.5          | 12.7         |                                               | ◇    | 宇部市 |
| 丸尾       |          |          | 2.5          | 15.2         |                                               | ｜   | 宇部市 |
| 床波       |          |          | 3.7          | 18.9         |                                               | ◇    | 宇部市 |
| 常盤       |          |          | 1.8          | 20.7         |                                               | ｜   | 宇部市 |
| 草江       |          |          | 1.8          | 22.5         |                                               | ｜   | 宇部市 |
| 宇部岬     |          |          | 1.2          | 23.7         |                                               | ◇    | 宇部市 |
| 東新川     |          |          | 1.6          | 25.3         |                                               | ◇    | 宇部市 |
| 琴芝       |          |          | 0.7          | 26.0         |                                               | ｜   | 宇部市 |
| 宇部新川   |          |          | 1.1          | 27.1         |                                               | ◇    | 宇部市 |
| 居能       |          |          | 1.8          | 28.9         | 西日本旅客鐵道：小野田線                      | ◇    | 宇部市 |
| 岩鼻       |          |          | 1.4          | 30.3         |                                               | ◇    | 宇部市 |
| 際波信號場 |          | /        | -            | 32.0         |                                               | ◇    | 宇部市 |
| 宇部       |          |          | 2.9          | 33.2         | 西日本旅客鐵道：山陽本線                      | ∧    | 宇部市 |

1. ↑  小野田線的列車，運行系統上直通至宇部新川站

### 廢除路段
站名、停留場名後的（）內的起點起計的營業距離。編入宇部線前（小野田線時代）的旅客站省略。
貨物支線（2006年廢除）
居能站（0.0）－宇部港站（2.2）

貨物支線（1961年廢除）
宇部港站（0.0）－沖之山新礦站（1.8）
- 作為國鐵線廢除後賣予宇部興產，作為該社的專用側線使用。

本線（1952年廃止）
宇部新川站（0.0）－助田停留場（0.9）－藤曲站（1.5）－岩鼻站（3.3）
- 助田停留場在廢線前的1941年廢除。現在線的宇部新川站－居能站間。
- 藤曲站廢除後，電留線用作整備和作為宇部電車區使用，1996年電車區也廢除。

### 廢站
（）內是新山口站起計的營業距離。廢除路段的車站除外。
- 周防江崎停留場：1943年廢除，上嘉川站－深溝站間（4.3）
- 岩倉停留場：1943年廢除、岩倉站附近（8.7）
- 白土停留場：1943年廢除、丸尾站－床波站間（17.2）
- 長生炭礦停留場：1943年廢除、床波站－常盤站間（19.8）
- 開作停留場：1926年廢除、岩鼻站－宇部站間（約31.1）

## 外部連結
- バックナンバー歴史でめぐる鉄道全路線　国鉄・JR　7号（页面存档备份，存于）